# Kimberly Drewniok
Kimberly Drewniok (* 11. August 1997 in Balve) ist eine deutsche Volleyballspielerin. Die Diagonalangreiferin spielte für verschiedene Vereine in der Bundesliga und wurde mit dem SSC Palmberg Schwerin Pokalsiegerin und Vizemeisterin. In der Saison 2020/21 spielt sie bei Savino Del Bene Scandicci und in der Saison 2021/22 für ASPTT Mulhouse.

## Karriere
Drewniok wechselte 2007 auf das Gymnasium Sundern und spielte dort in der Volleyball AG. Gleichzeitig wurde sie im RC Sorpesee aktiv. Mit 16 Jahren ging sie zum Bundesstützpunkt mit Volleyball-Internat. Beim RC Sorpesee stieg sie bis in die dritte Liga auf. 2014 wechselte sie zur Nachwuchsmannschaft VC Olympia Berlin und spielte in der Bundesliga. In der Saison 2015/16 hatte die Diagonalangreiferin ein Doppelspielrecht beim VC Olympia und beim Bundesligisten SC Potsdam. In der folgenden Saison gehörte sie dann fest zum Kader der Potsdamerinnen, die das Playoff-Viertelfinale erreichten.
2017 gab Drewniok ihr Debüt in der A-Nationalmannschaft. Anschließend wechselte sie zum Ligakonkurrenten 1. VC Wiesbaden. Im DVV-Pokal 2017/18 erreichte sie mit dem Verein das Finale gegen den Dresdner SC. In den Bundesliga-Playoffs musste sich der VCW im Viertelfinale geschlagen geben. Danach wurde Drewniok vom SSC Palmberg Schwerin verpflichtet. Mit dem Verein gewann sie zu Saisonbeginn den VBL-Supercup. Anschließend gewann Schwerin das DVV-Pokalfinale gegen Stuttgart, während das Playoff-Finale gegen denselben Gegner verloren ging. Im DVV-Pokal 2019/20 kam Drewniok mit dem Verein ins Halbfinale. Als die Bundesliga-Saison kurz vor den Playoffs abgebrochen wurde, stand Schwerin auf dem ersten Tabellenplatz. Danach wechselte Drewniok nach Italien zu Savino Del Bene Scandicci. 2021 bis 2022 spielte sie für ASPTT Mulhouse in Frankreich und wurde Vizemeisterin. Im Juni 2022 gab sie bekannt, nach Istanbul zu Sarıyer Belediyesi zu wechseln. Im Mai 2023 trat sie aus der Nationalmannschaft zurück, aber spielte ab September wieder für sie in der Olympia-Qualifikation. Anfang 2024 verließ sie die Türkei.